# Zayed Khan
Zayed Khan (Bombay, 5 juli 1980) is een Indiaas acteur. Hij is de zoon van Bollywoodacteur Sanjay Khan.
Khan maakte zijn acteerdebuut in 2003 in de film "Chura Liyaa Hai Tumne". Zijn andere films zijn onder meer "Main Hoon Na" (2004), "Shabd" (2005), "Dus" (2005), "Yuvvraaj" (2008), "Blue" (2009) en "Anjaana Anjaani" (2010). In 2011 produceerde hij zijn eerste film: "Love Breakups Zindagi". In 2017 maakte Khan zijn televisiedebuut in de show "Haasil". Hij is een sjiitische moslim en sinds 2005 getrouwd met Malaika Parekh met wie hij twee kinderen heeft.

## Filmografie

### Films
| Jaar | Film                      | Rol                                          | Notitie                    |
| ---- | ------------------------- | -------------------------------------------- | -------------------------- |
| 2003 | Chura Liyaa Hai Tumne     | Prakash Yogi/ Vijay Chouhan/ Vishal Malhotra |                            |
| 2004 | Main Hoon Na              | Lakshman Prasad Sharma                       |                            |
| 2005 | Vaada                     | Karan Srivastav                              |                            |
| 2005 | Shabd                     | Yash Agnihotri                               |                            |
| 2005 | Dus                       | Aditya Singh                                 |                            |
| 2005 | Shaadi No. 1              | Veer Saxena                                  |                            |
| 2006 | Fight Club – Members Only | Vicky Khanna                                 |                            |
| 2006 | Rocky: The Rebel          | Rocky Sinha                                  |                            |
| 2007 | Cash                      | Dhananjay Jhumbevalkar                       |                            |
| 2007 | Speed                     | Sandeep Arora                                |                            |
| 2007 | Om Shanti Om              | zichzelf                                     | nummer "Deewangi Deewangi" |
| 2008 | Mission Istaanbul         | Vikas Sagar                                  |                            |
| 2008 | Yuvvraaj                  | Danny Yuvvraaj                               |                            |
| 2009 | Blue                      | Sameer Singh                                 |                            |
| 2010 | Anjaana Anjaani           | Kunal Nanda                                  | gastoptreden               |
| 2011 | Love Breakups Zindagi     | Jai Malhotra                                 | ook producent              |
| 2012 | Tezz                      | Aadil Khan                                   |                            |
| 2015 | Sharafat Gayi Tel Lene    | Prithvi Khurana                              |                            |

### Televisie
| Jaar | Programma | Rol             |
| ---- | --------- | --------------- |
| 2017 | Haasil    | Ranvir Raichand |
| 2018 | Haasil    | Ranvir Raichand |

## Onderscheidingen
| Jaar | Film                  | Onderscheiding  | Categorie             | Resultaat   |
| ---- | --------------------- | --------------- | --------------------- | ----------- |
| 2004 | Chura Liyaa Hai Tumne | Filmfare Awards | Best Male Debut       | Genomineerd |
| 2004 | Chura Liyaa Hai Tumne | Zee Cine Award  | Best Male Debut       | Genomineerd |
| 2005 | Main Hoon Na          | Filmfare Awards | Best Supporting Actor | Genomineerd |